# Vallica
Vallica är en kommun i departementet Haute-Corse på ön Korsika i Frankrike. Kommunen ligger i kantonen Belgodère som tillhör arrondissementet Calvi. År 2022 hade Vallica 28 invånare.

## Befolkningsutveckling
Antalet invånare i kommunen Vallica
Referens:INSEE